# 蝕める春
『蝕める春』（むしばめるはる）は、1931年に『婦人倶楽部』で連載された菊池寛の小説、またそれを原作として1932年に日本で公開された映画。

## 映画

### スタッフ
- 監督：成瀬巳喜男
- 脚本：小田喬
- 原作：菊池寛
- 撮影：猪飼助太郎

### キャスト
- 長女・倭子：若水絹子
- 次女・久美子：逢初夢子
- 三女・香澄：水久保澄子
- 父・安太郎：藤野秀夫
- 母・牧子：鈴木歌子
- 四条兼男：竹内良一
- 白川幸介：斎藤達雄
- 北村敬一：小林十九二
- 杉浦男爵：岡田宗太郎
- 藤永清造：新井淳
- 佐成俊一：加賀晃二
- 小森斉一郎：江川宇礼雄
- 妹・珠子：泉博子

| スタブアイコン | サブスタブ | この項目は、まだ閲覧者の調べものの参照としては役立たない、映画に関連した書きかけの項目です。この項目を加筆・訂正などしてくださる協力者を求めています（P:映画/PJ:映画）。 |